# Groß Vollstedt
Groß Vollstedt est une municipalité allemande située dans le land du Schleswig-Holstein et dans l'arrondissement de Rendsburg-Eckernförde. En 2015, sa population est de 966 habitants.